# Georges Pierre Seurat
Georges-Pierre Seurat (París, 2 de diciembre de 1859-29 de marzo de 1891) fue un pintor francés y uno de los fundadores del Neoimpresionismo. Su trabajo Tarde de domingo en la isla de la Grande Jatte es uno de los iconos de la pintura del siglo XIX.

## Biografía
Georges Pierre Seurat nació un 2 de diciembre de 1859 en París. Su padre, Chrysostome-Antoine Seurat, a pesar de su humilde trabajo como ujier en el entonces Tribunal del Sena, había ahorrado e hizo cierta fortuna especulando en propiedades y vivía de sus rentas. Georges y su madre, Ernestine Faivre, siempre fueron muy cercanos. Durante su época escolar es introducido a la pintura por su tío materno, el comerciante textil Paul Haumonté-Faivre. En 1875 Seurat ingresa en la escuela municipal nocturna de dibujo, en la clase del escultor Justin Lequien. 
Allí conoce a Edmond Aman-Jean, con el que mantuvo una estrecha amistad toda su vida. En 1876 estudia la gramática del dibujo con Charles Blanc. Para 1878 Seurat y Aman-Jean ingresan en la Escuela de Bellas Artes de París, donde estudió hasta 1879, alquilando en sociedad con Aman-Jean y Ernest Laurent un taller en la rue de Chabrol. En 1880 alquila un local donde pintó sus principales obras hasta 1886. Es también en 1880 que el servicio militar obligatorio lo lleva a realizar su servicio en Brest durante un año.

### PinturaUn baño en Asnieres(1884)
Su estancia en Brest le permite descubrir la fuerza contenida en un ambiente marino, que tendrá tanta importancia en su pintura y así reúne en su cuaderno de apuntes numerosos bocetos de figuras y estudios del mar, la playa y barcos. Una vez en París, durante los siguientes dos años se dedicó a perfeccionar el arte del dibujo en blanco y negro y las propiedades físicas de la luz. Su precaria situación económica le obliga a tener que recurrir a la venta de sus cuadros pero sin necesidad de adaptarse al gusto de sus clientes. Durante 1884 inició su primer gran obra, un enorme lienzo titulado Un baño en Asniéres que en 1886 fue vendido al Louvre.
Después de que su pintura fuera rechazada por el Salón de París, Seurat se negó a presentarla en establecimientos como el Salón, aliándose con los artistas independientes de París. En 1884 conoció y estableció una amistad con su compañero artista Paul Signac. Seurat compartió sus nuevas ideas acerca del puntillismo con Signac, quien posteriormente pintó con la misma técnica. En el verano de 1885  Seurat comenzó la creación de su obra maestra Tarde de domingo en la isla de la Grande Jatte, que le llevó dos años completar. Su cuadro se expone en 1886 en la octava y última exposición de los impresionistas. Con este cuadro nace el término puntillismo, o técnica de la mezcla óptica de los colores. El 26 de agosto del mismo año se inaugura la exposición de los independientes, en ella se exponen diez obras suyas. 
En 1887 por iniciativa de Seurat se funda el grupo de los neoimpresionistas en el que se reúnen artistas que utilizaban el puntillismo como Albert Dubois-Pillet, Charles Angrand, Maximilien Luce y otros. En marzo muestra algunos estudios de su nuevo cuadro Las Modelos en las salas de los Independientes. En verano trabaja en este cuadro y en Parada de circo

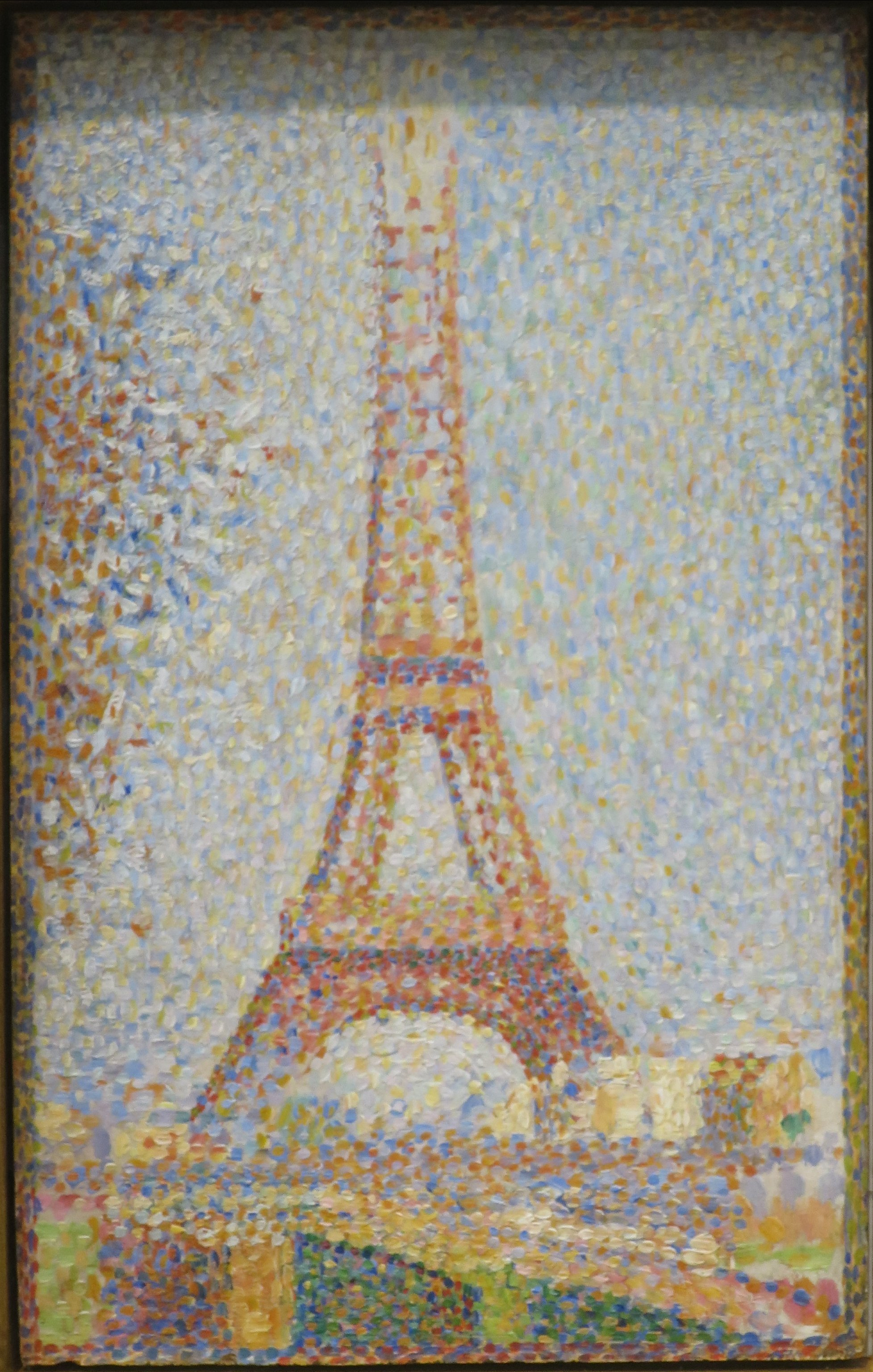
La torre Eiffel (1889).

En 1889 realiza el cuadro La torre Eiffel, monumento que le fascinaba. A partir de este momento Seurat empieza a aislarse cansado de las polémicas que rodean su obra y de las disensiones con los propios miembros del grupo artístico. Después se mudó del bulevar de Clichy a un estudio cercano más tranquilo donde vivió secretamente con una joven modelo, Madeleine Knobloch, que en febrero de 1890 dio a luz al hijo del artista. No fue sino hasta dos días antes de su muerte que presentó su joven familia a sus padres. En este año expone con los Independientes El Chahut y Mujer con polvera, un retrato de Madeleine Knobloch. Seurat pasa su verano en el mar del Norte, en Gravelines, donde vuelve a pintar marinas. 
El 7 de febrero de 1891 se inaugura el salón de Les Vingt con El Chahut y seis paisajes más de Seurat. El pintor exhibe el cuadro El circo, todavía inacabado, el 16 de marzo en el salón de los Independientes. Seurat falleció el 29 de marzo a consecuencia de una angina infecciosa. Dos días más tarde es enterrado en el cementerio parisino Pére Lachaise. Poco después falleció también su hijo Pierre a consecuencia de la misma infección. Su muerte evitó que completara sus investigaciones en el puntillismo, el divisionismo y en la física de los colores. Su último trabajo ambicioso, El circo, quedó incompleto.

### La fusión de ciencia y emoción
Seurat toma de los teóricos del color la noción de un acercamiento científico a la pintura. Pensaba que un pintor podía usar el color para crear armonía y emoción en el arte de la misma forma que los músicos usan variaciones del sonido y el tiempo para crear armonía en la música. Georges Seurat teorizó que la aplicación científica del color era como cualquier otra ley natural, y se aplicó a probar esta conjetura.
Seurat pensaba que el conocimiento de la percepción y de las leyes ópticas podía ser utilizado para crear un nuevo lenguaje artístico basado en su propio sistema de heurística y comenzó a mostrar esta lengua usando líneas, y esquema e intensidad del color. Seurat llamó a este lenguaje Cromoluminarismo.
Su carta a Maurice Beaubourg en 1891, captura sus sentimientos sobre el acercamiento científico a la emoción y la armonía. Afirmó que «El arte es armonía. La armonía es la analogía de los contrarios, y de similares elementos del tono, del color, y de la línea, considerados a través de su dominancia y bajo la influencia de la luz en combinaciones alegres, serenas o tristes».
La búsqueda estilística de Seurat lo llevó a realizar numerosas lecturas, entre las que encontró un escrito del químico Michel Eugène Chevreul sobre la Ley del contraste simultáneo de los colores de 1839 y Sobre los colores y su empleo en el arte mediante círculos de color de 1864. Este impulso proveniente de estudios científicos potenció el interés del artista en el desarrollo de diagramas cromáticos, colores complementarios y la percepción óptica. Un contacto estrecho con el bibliotecario de La Sorbona, Charles Henry, le dio una mayor certeza sobre sus hipótesis. Seurat incluso se interesó en las repercusiones psicológicas del color en las personas.
Las teorías de Seurat pueden ser resumidas de esta forma: La emoción de la alegría puede ser alcanzada por la dominación de tonalidades luminosas, por el predominio de colores cálidos, y por el uso de las líneas dirigidas hacia arriba. La calma se alcanza a través de un uso equilibrado de la luz y la oscuridad, por el balance entre colores fríos y cálidos, y por líneas horizontales. La tristeza se alcanza utilizando colores oscuros y fríos y líneas que señalan hacia abajo.

## Las técnicas del pintor
Ven la poesía en lo que hago. No, aplico mi método, ¡eso es todo!"
Georges Seurat a Charles Angrand

Seurat encarnó una nueva generación de pintores que anunciaron la desintegración del ideal impresionista y el advenimiento de nuevas concepciones. Superó decididamente la inmediatez de la pintura impresionista para desarrollar un método pictórico que pretendía basar en leyes científicas y revolucionar el propio concepto de arte figurativo. Su problema era encontrar un vínculo entre el arte y la ciencia y, más concretamente, entre la pintura, la fisiología y la psicología de la percepción.
Fue el máximo exponente del Neoimpresionismo, movimiento artístico caracterizado por la aplicación de la teoría del Divisionismo, definida por la división de los colores en puntos individuales, aquí interrelacionados ópticamente. Su pintura se basó en las investigaciones sobre las leyes de la óptica y la visión de los colores complementarios publicadas, desde 1839, por el químico Michel-Eugène Chevreul. (ley del contraste simultáneo de colores), ya conocida por Eugène Delacroix y los impresionistas, pero nunca aplicada con tanto rigor.
Según la teoría de Chevreul, un color no existe en sí mismo, sino sólo en relación con los que lo rodean. A partir de estos resultados y de los del físico Ogden Rood, en particular sobre su teoría de los colores, expuesta en su libro Modern Chromatics (1879), relativa a los fenómenos de descomposición y recomposición de la luz, Seurat experimentó una nueva técnica pictórica llamada puntillismo.
El proceso consiste en acercarse al lienzo con numerosos puntos pequeños de color puro de manera que se cree la distancia deseada mediante la mezcla y la vibración de la propia luz. Mientras los impresionistas yuxtaponían numerosas manchas de color puro, Seurat, en lugar de confiar en el instinto y la percepción inmediata, basaba su método en una rigurosa justificación científica.

### El puntillismo y sus consecuencias
La repentina muerte de Seurat en 1891 provocó una gran consternación entre sus amigos y partidarios. Se consideraba al artista como un gran renovador de la pintura cuya muerte temprana daba al traste con todas las ideas y planes que había confiado a unos pocos de sus amigos. Por otro lado, en el propio grupo marginal de los neoimpresionistas habían surgido tensiones y rivalidades que habían llevado a Seurat, un año antes, a escribir a Fénéon una carta de protesta en la que hacia hincapié en su posición de guía en la creación del puntillismo. El motivo había sido un ensayo de Fénéon sobre Signac (La Peinture Optique: Paul Signac) en el que se ocupaba de la mezcla óptica y de las teorías cromáticas de los neoimpresionistas sin citar ni una sola vez a Seurat.
Sin el espíritu investigador de Seurat, el movimiento neoimpresionista se quedó sin una verdadera fuerza de convicción tanto en Francia como en Bélgica, aun cuando muchos pintores se sirvieran de este estilo de una forma más o menos superficial. Incluso Camille Pissarro, que al principio estuvo firmemente convencido de este método y creó algunas de sus mejores obras con la técnica del puntillismo, pronto se sintió desilusionado y volvió la espalda a este sistema pictórico, para dedicarse otra vez a la pintura paisajística de carácter impresionista.
Sólo después de muchos años de olvido y falta del merecido reconocimiento, la obra de Seurat ha comenzado a ser vista no como el legado de un esteta demasiado intelectual y poco favorecido por la vida, sino como una aportación esencial a la concepción de la pintura, como una ciencia pictórica que llegó a ser enormemente fructífera en múltiples variaciones del siglo XX. El alcance de su pintura en el desarrollo del arte moderno se puede medir únicamente no sólo si se consideran sus cuadros como la continuación lógica de una técnica derivada del impresionismo, sino si se tiene en cuenta los múltiples brotes que germinaban en su obra.

### Obras de Georges Pierre Seurat
- Baño en Asnières 1884
- Les Bords de Emil

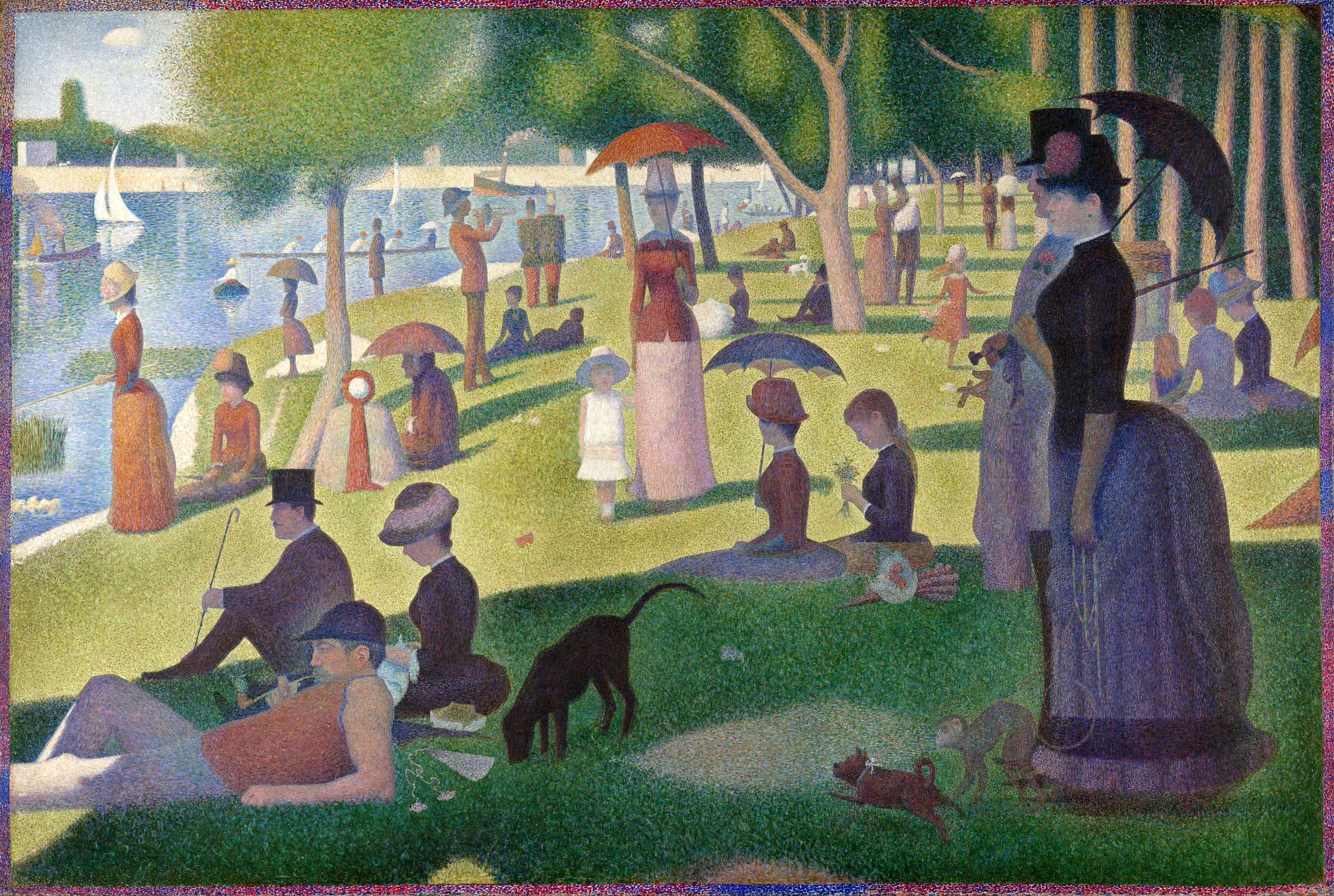
Tarde de domingo en la isla de la Grande Jatte (1884).

- Una tarde de domingo en la isla de la Grande Jatte
- Poseuse de face, 1887, Estudio para «Las modelos», París
- La Seine à la Grande-Jatte -1888-  Bruselas
- El desfile del circo, 1888, MOMA, Nueva York
- Las modelos (Les Poseuses), 1888 París
- La Manche à Gravelines -1890
- El chahut (Le Chahut), 1890 Otterloo
- L'Île de la Grande Jatte, fue vendida en mayo de 1999 por la suma de 32,78 millones de euros.
- La torre Eiffel
- Periferia
- El circo (Le Cirque), 1891 París

## Galería

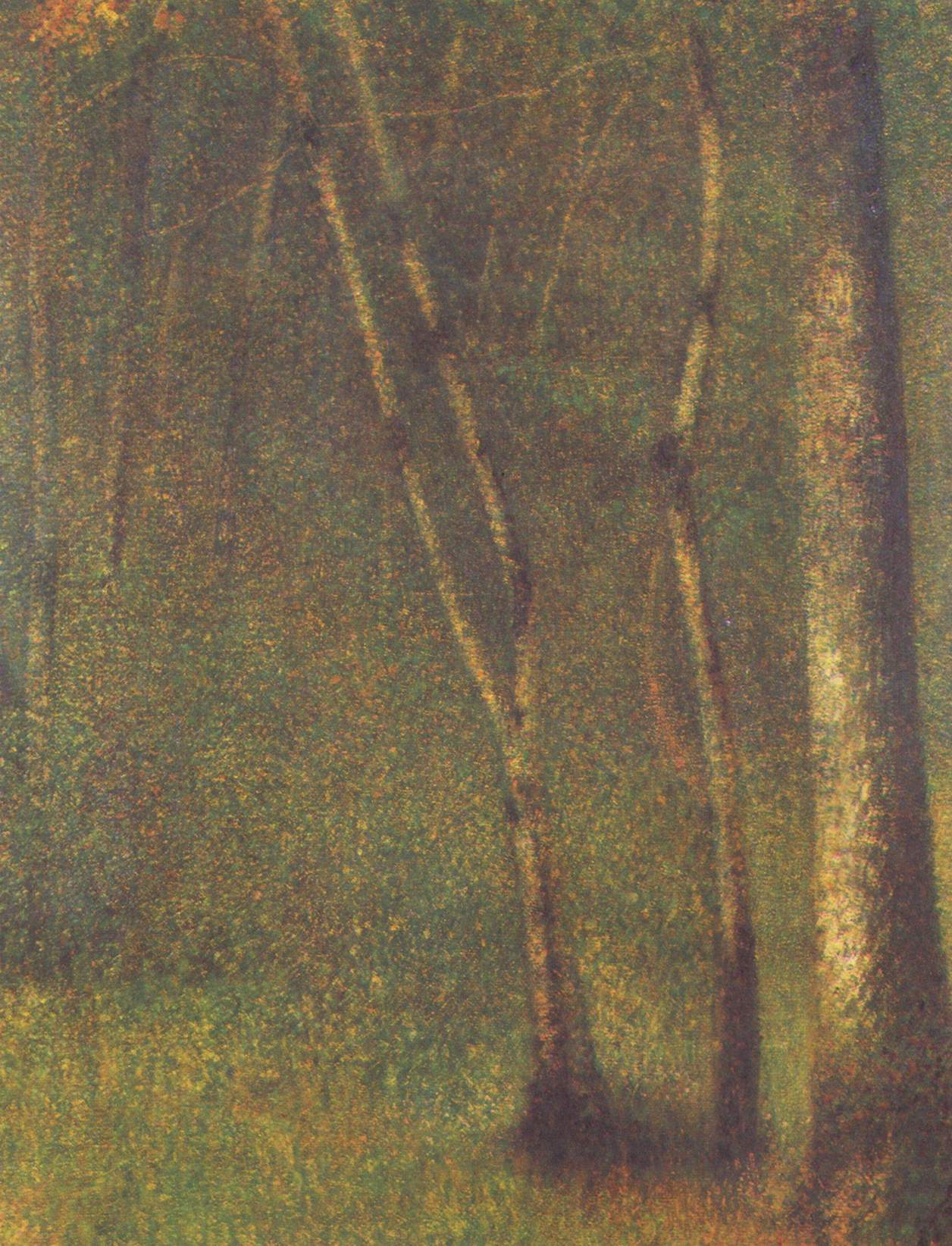
Maleza en Pontaubert, 1881-1882, Museo Metropolitano de Arte, Nueva York.
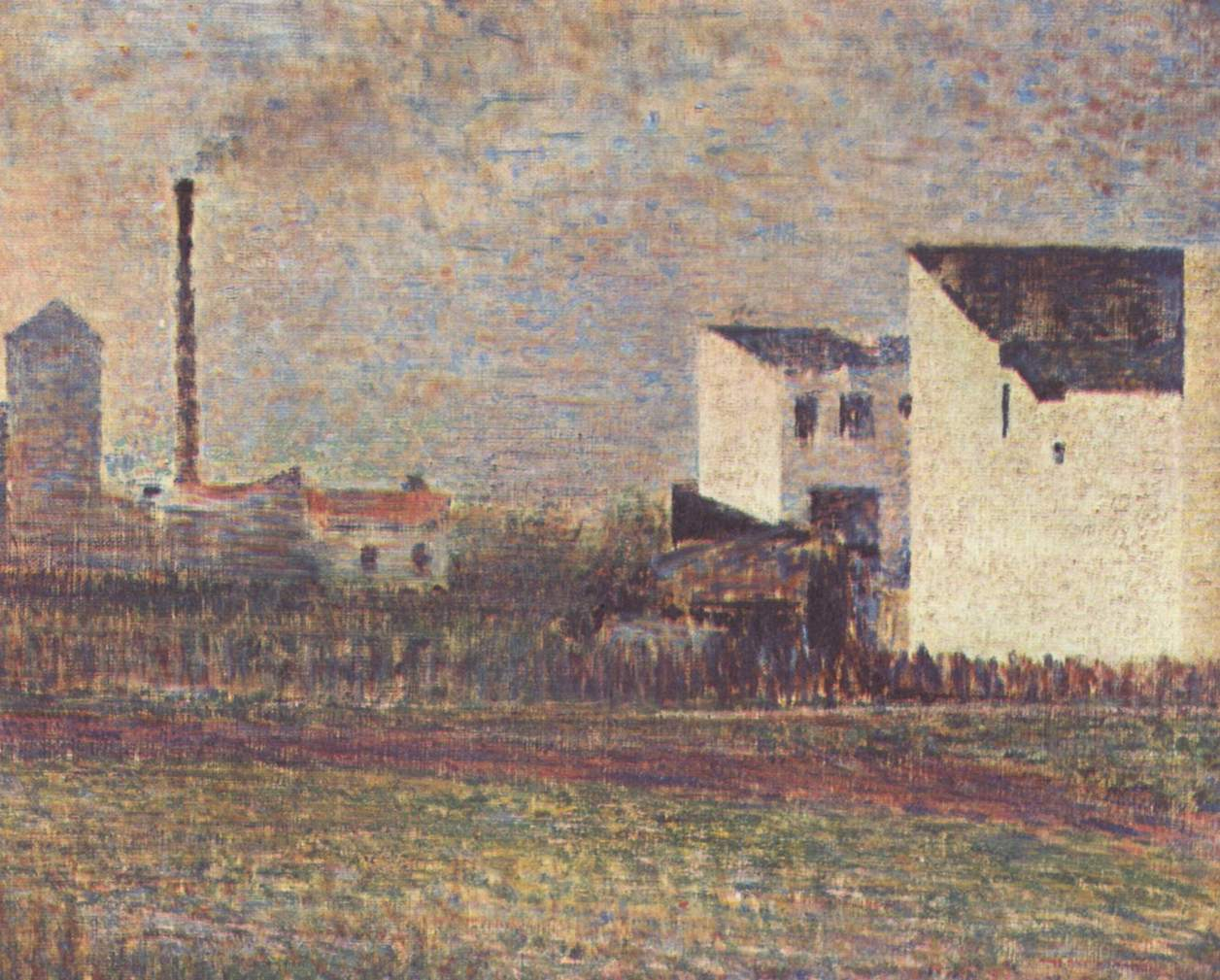
Los suburbios, 1882-1883, Museo de Arte Moderno, Troyes
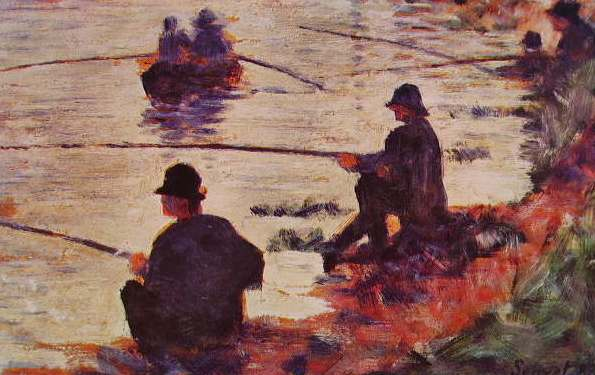
Pescando en el Sena, 1883, Museo de Arte Moderno, Troyes
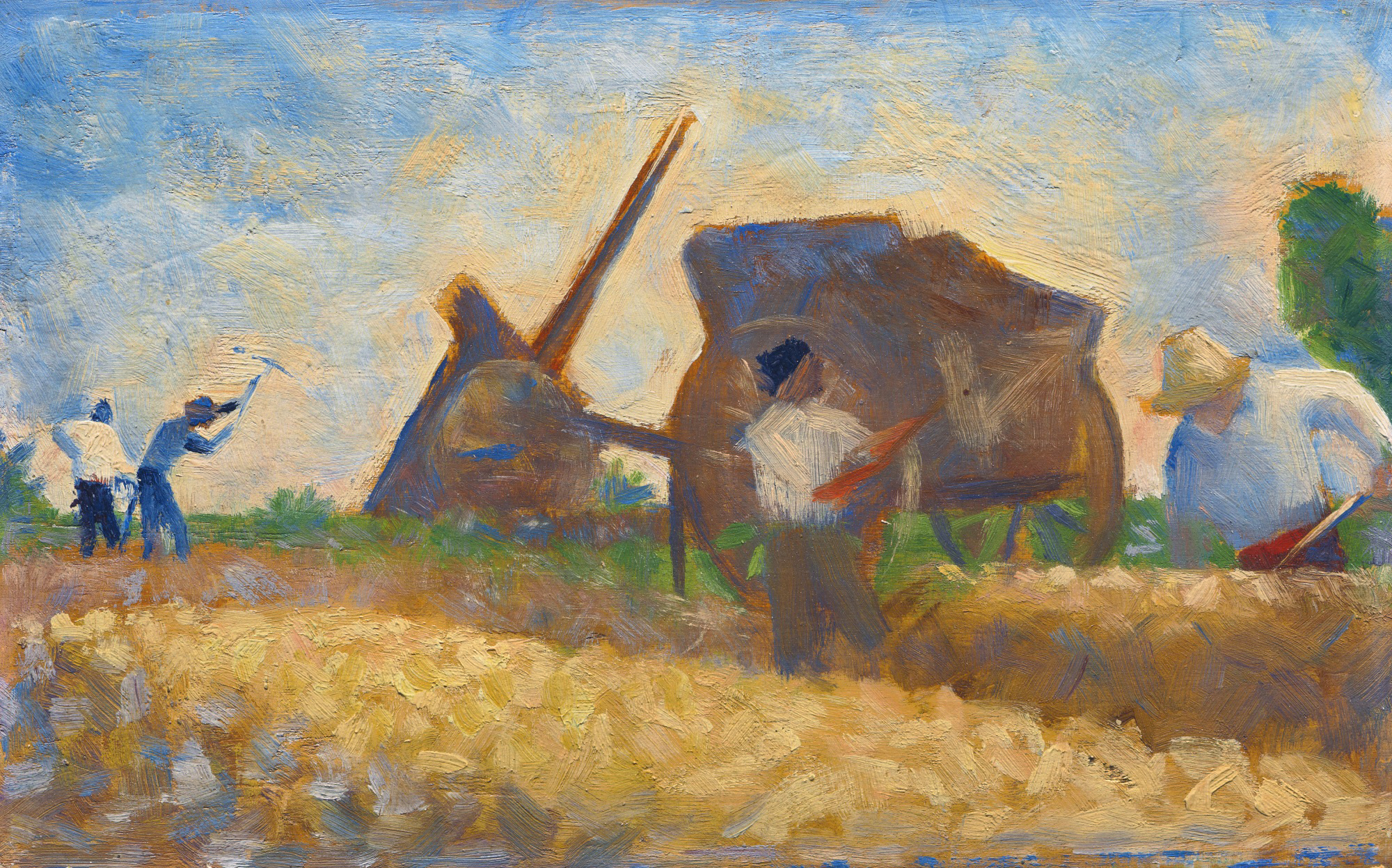
Los trabajadores 1883, Galería Nacional de Arte Washington D. C.
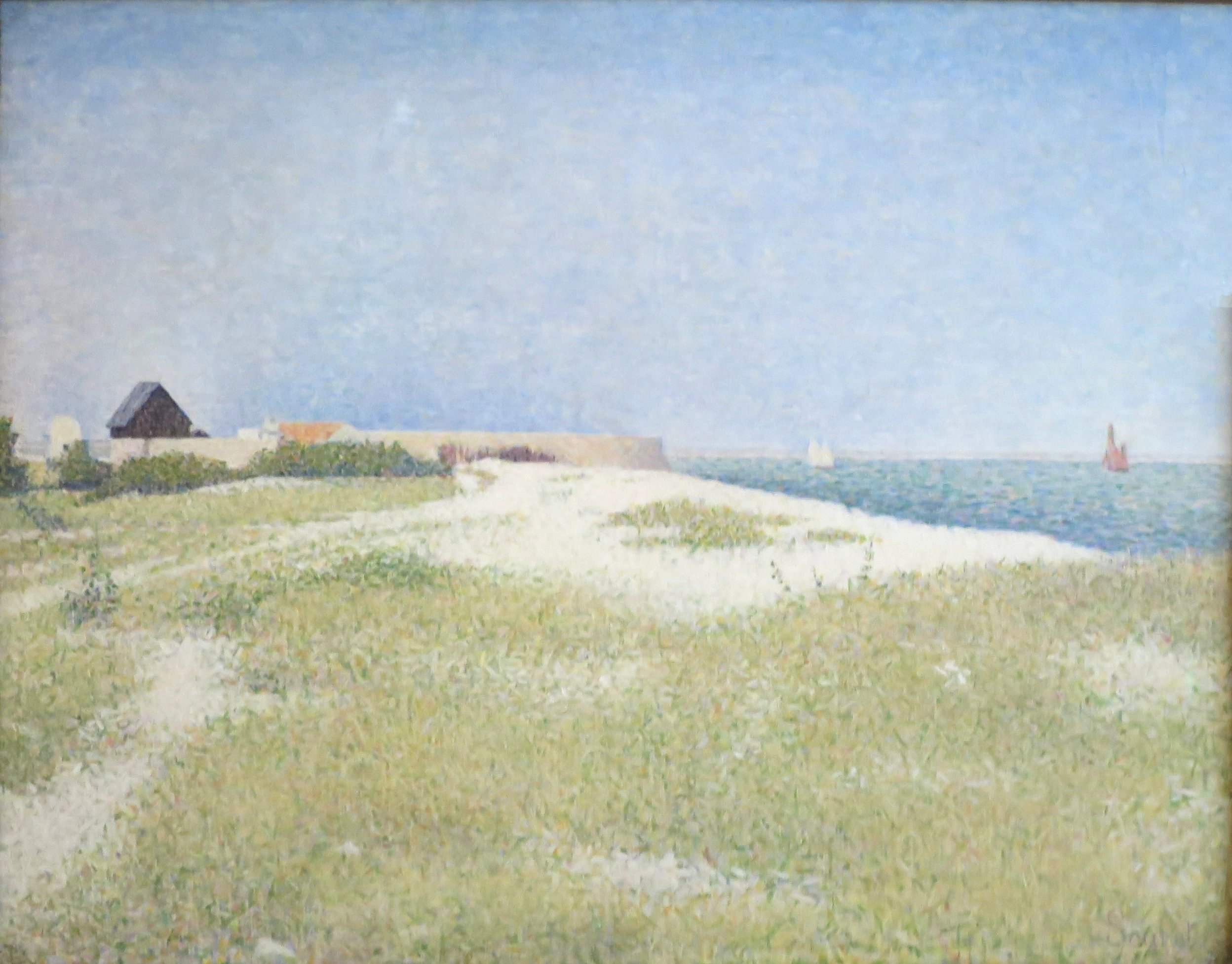
Vista del Fuerte Samson 1885, Museo del Hermitage, San Petersburgo

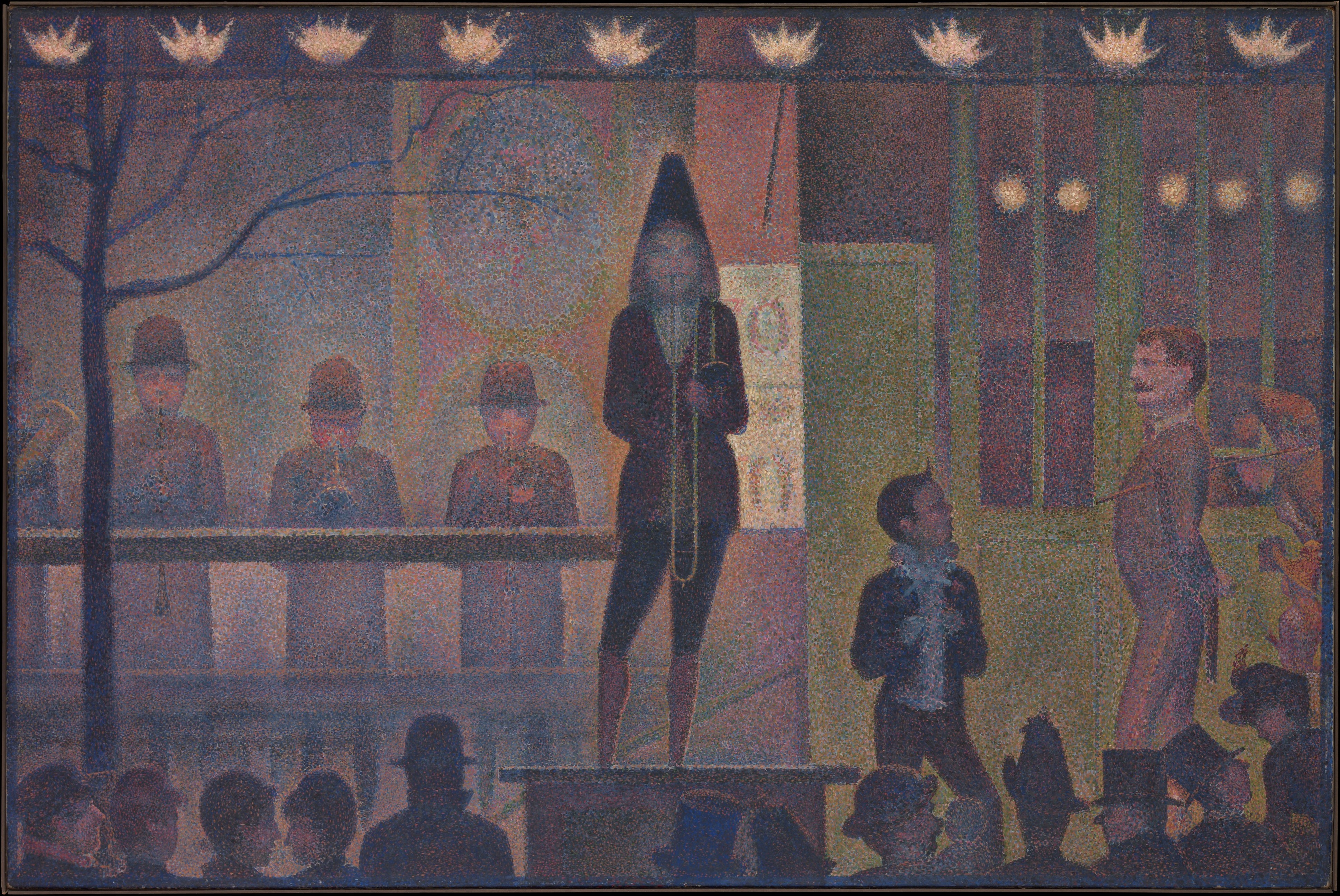
Actuación circense, 1887-88, Museo Metropolitano de Arte, Nueva York
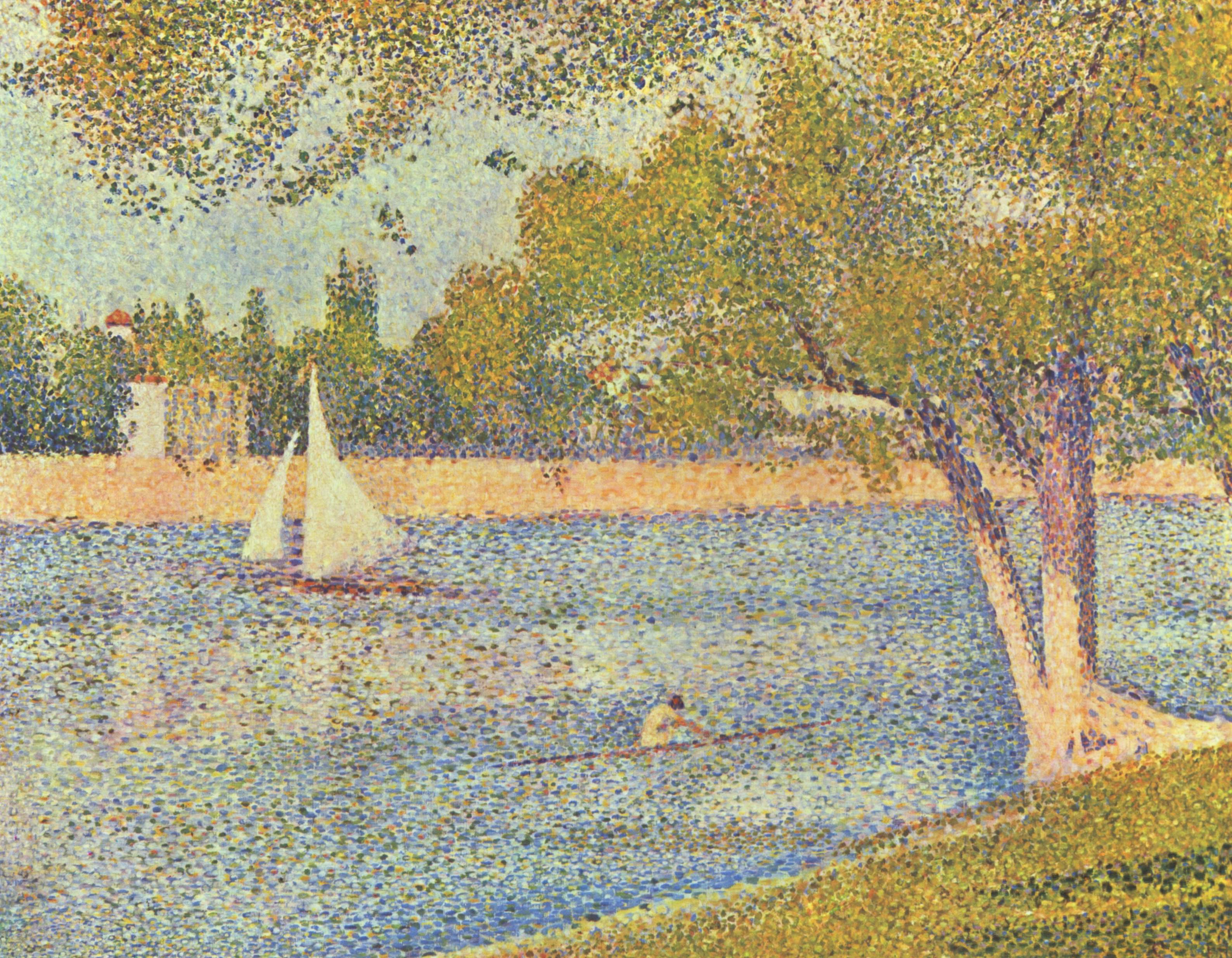
El Sena y la Grande Jatte en primavera 1888, Museos Reales de Bellas Artes de Bélgica
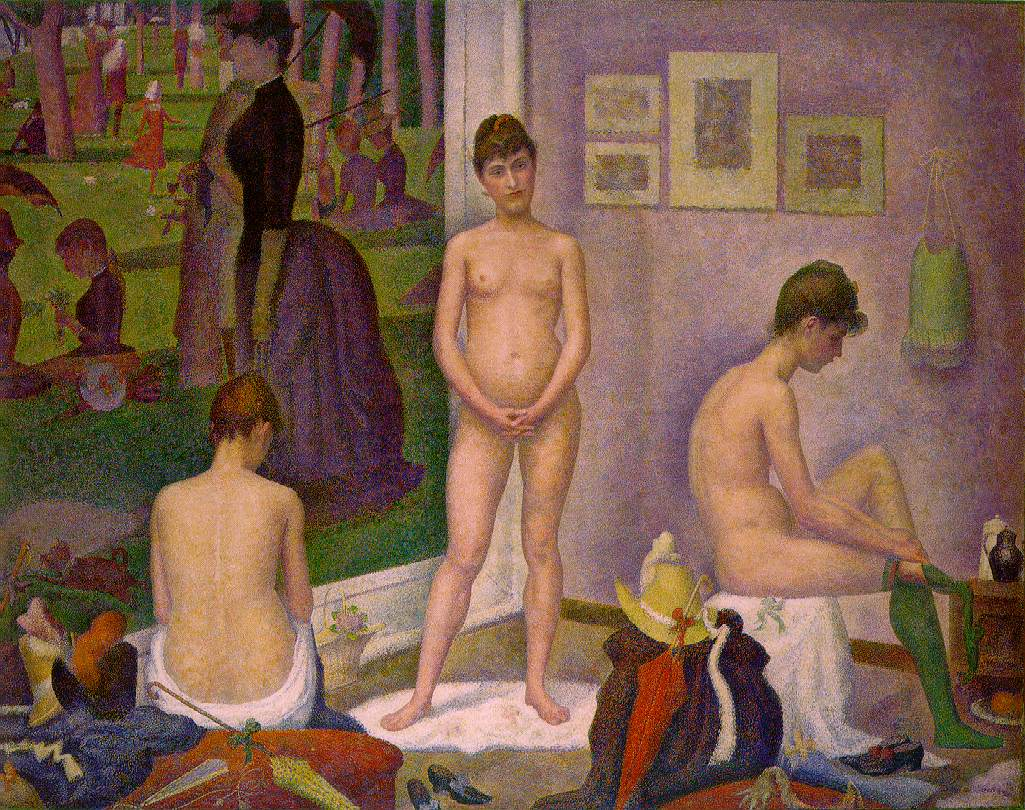
Las modelos, 1888, Barnes Foundation, Merion.
Tiempo gris, Grande Jatte, 1888, Museo de Arte de Filadelfia

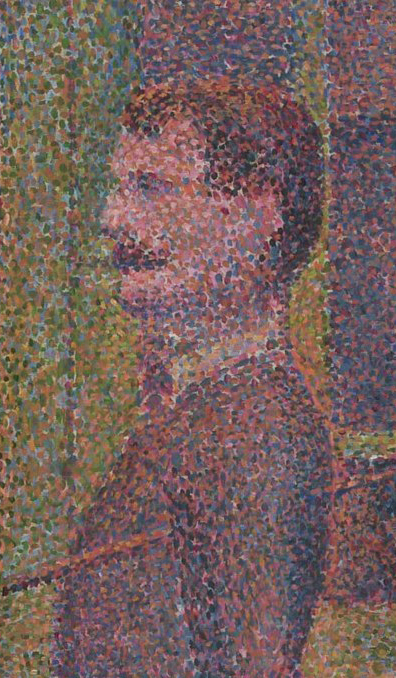
Detalle de La Parade (1889).
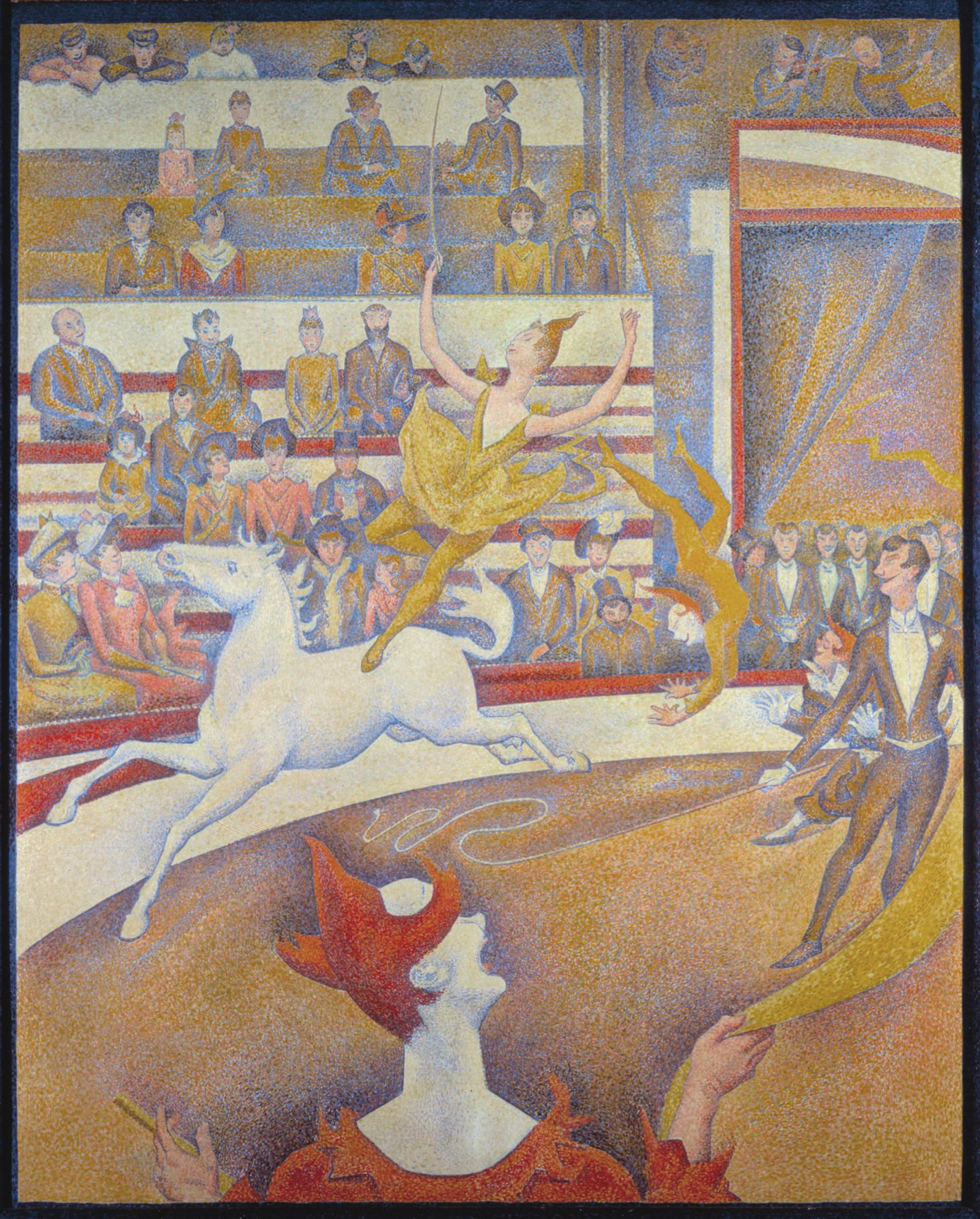
El circo, 1891, Museo de Orsay, París

## Homenajes
- En 1991, con motivo del centenario de su muerte, el Museo de Orsay organizó una gran exposición que reunió un centenar de pinturas y cerca de 120 dibujos.[3]
- El asteroide (6678) Seurat, descubierto el 16 de octubre de 1977, lleva su nombre.[4]
- Se colocó una placa en el número 32 de la rue de l'Arbalète, la dirección de su taller parisino.
- El 2 de diciembre de 2021, con motivo del 162 aniversario de su nacimiento, el buscador Google le dedicó un doodle.[5][6]

### Lectura adicional
- Cachin, Françoise, Seurat: Le rêve de l’art-science, collection "Découvertes Gallimard" (nº 108). Paris: Gallimard/Réunion des musées nationaux, 1991
- Everdell, William R. (1998). The First Moderns. Chicago: University of Chicago Press. ISBN 0-226-22480-5. (requiere registro).
- Fénéon, Félix, Oeuvres-plus-que-complètes, ed., J. U. Halperin, 2v, Geneva: Droz, 1970

el es n chupon 
- Gage, John T., "The Technique of Seurat: A Reappraisal," Art Bulletin 69:3 (87 September)
- Halperin, Joan Ungersma, Félix Fénéon: Aesthete and Anarchist in Fin-de-Siècle Paris, New Haven, CT: Yale University Press, 1988
- Homer, William Innes, Seurat and the Science of Painting, Cambridge, MA: MIT Press, 1964
- Lövgren, Sven, The Genesis of Modernism: Seurat, Gauguin, Van Gogh & French Symbolism in the 1880s, 2nd ed., Bloomington, IN: Indiana University Press, 1971
- Rewald, John, Cézanne, new ed., NY: Abrams, 1986
- Rewald, Seurat, NY: Abrams, 1990
- Rewald, Studies in Impressionism, NY: Harry N. Abrams, 1986
- Rewald, Post-Impressionism, 3rd ed., revised, NY: Museum of Modern Art, 1978
- Rewald, Studies in Post-Impressionism, NY: Harry N. Abrams, 1986
- Rich, Daniel Catton, Seurat and the Evolution of La Grande Jatte (University of Chicago Press, 1935), NY: Greenwood Press, 1969
- Russell, John, Seurat, (1965) London: Thames & Hudson, 1985
- Seurat, Georges, Seurat: Correspondences, témoignages, notes inédites, critiques, ed., Hélène Seyrès, Paris: Acropole, 1991 (NYU ND 553.S5A3)
- Seurat, ed., Norma Broude, Seurat in Perspective, Englewood Cliffs, NJ: Prentice-Hall, 1978
- Smith, Paul, Seurat and the Avant-Garde, New Haven, CT: Yale University Press, 1997